# Cystophora (algue)
Cet article concerne le genre d'algue brune. Pour le genre de phoque, voir Cystophora (animal).
Genre
Cystophora est un genre d'algues brunes de la famille des Sargassaceae. 

## Liste d'espèces
Selon AlgaeBase (29 oct. 2012) :
- Cystophora botryocystis Sonder
- Cystophora brownii (Turner) J.Agardh
- Cystophora congesta Womersley & Nizamuddin ex Womersley
- Cystophora cuspidata J.Agardh
- Cystophora cymodocea Womersley & Nizamuddin ex Womersley
- Cystophora distenta J.Agardh
- Cystophora expansa Womersley
- Cystophora fibrosa Simons
- Cystophora flaccida J.Agardh
- Cystophora gracilis Womersley
- Cystophora grevillei (C.Agardh ex Sonder) J.Agardh
- Cystophora harveyi Womersley
- Cystophora intermedia J.Agardh
- Cystophora lenormandiana (Debeaux) De Toni (Sans vérification)
- Cystophora monilifera J.Agardh
- Cystophora moniliformis (Esper) Womersley & Nizamuddin
- Cystophora pectinata (Greville & C.Agardh ex Sonder) J.Agardh
- Cystophora platylobium (Mertens) J.Agardh
- Cystophora polycystidea Areschoug ex J.Agardh
- Cystophora racemosa (Harvey ex Kützing) J.Agardh
- Cystophora retorta (Mertens) J.Agardh
- Cystophora retroflexa (Labillardière) J.Agardh (espèce type)
- Cystophora scalaris J.Agardh
- Cystophora siliquosa J.Agardh
- Cystophora subfarcinata (Mertens) J.Agardh
- Cystophora tenuis Womersley
- Cystophora torulosa (R.Brown ex Turner) J.Agardh
- Cystophora xiphocarpa Harvey

Selon Catalogue of Life (29 oct. 2012) :
- Cystophora botryocystis
- Cystophora brownii
- Cystophora congesta
- Cystophora cuspidata
- Cystophora cymodocea
- Cystophora distenda
- Cystophora expansa
- Cystophora fibrosa
- Cystophora gracilis
- Cystophora grevillei
- Cystophora harveyi
- Cystophora intermedia
- Cystophora monilifera
- Cystophora moniliformis
- Cystophora pectinata
- Cystophora platylobium
- Cystophora polycystidea
- Cystophora racemosa
- Cystophora retorta
- Cystophora retroflexa
- Cystophora scalaris
- Cystophora siliquosa
- Cystophora subfarcinata
- Cystophora tenuis
- Cystophora torulosa
- Cystophora xiphocarpa